# Anthela ochroptera
Anthela ochroptera là một loài bướm đêm thuộc họ Anthelidae. Loài này có ở Úc.